# 東京湾納涼船
東京湾納涼船（とうきょうわんのうりょうせん）は、東海汽船が運行する東京湾で夏期のみ季節運航する納涼船。1950年（昭和25年）から60年以上続いており、毎年7月1日〜9月頃まで毎日運航している（2020-21年は新型コロナウイルス感染拡大のため運航自粛。2025年は実施されず、代替として停泊型船上ビアガーデン「さるBEER（さるビア）」として実施）。

## 概要

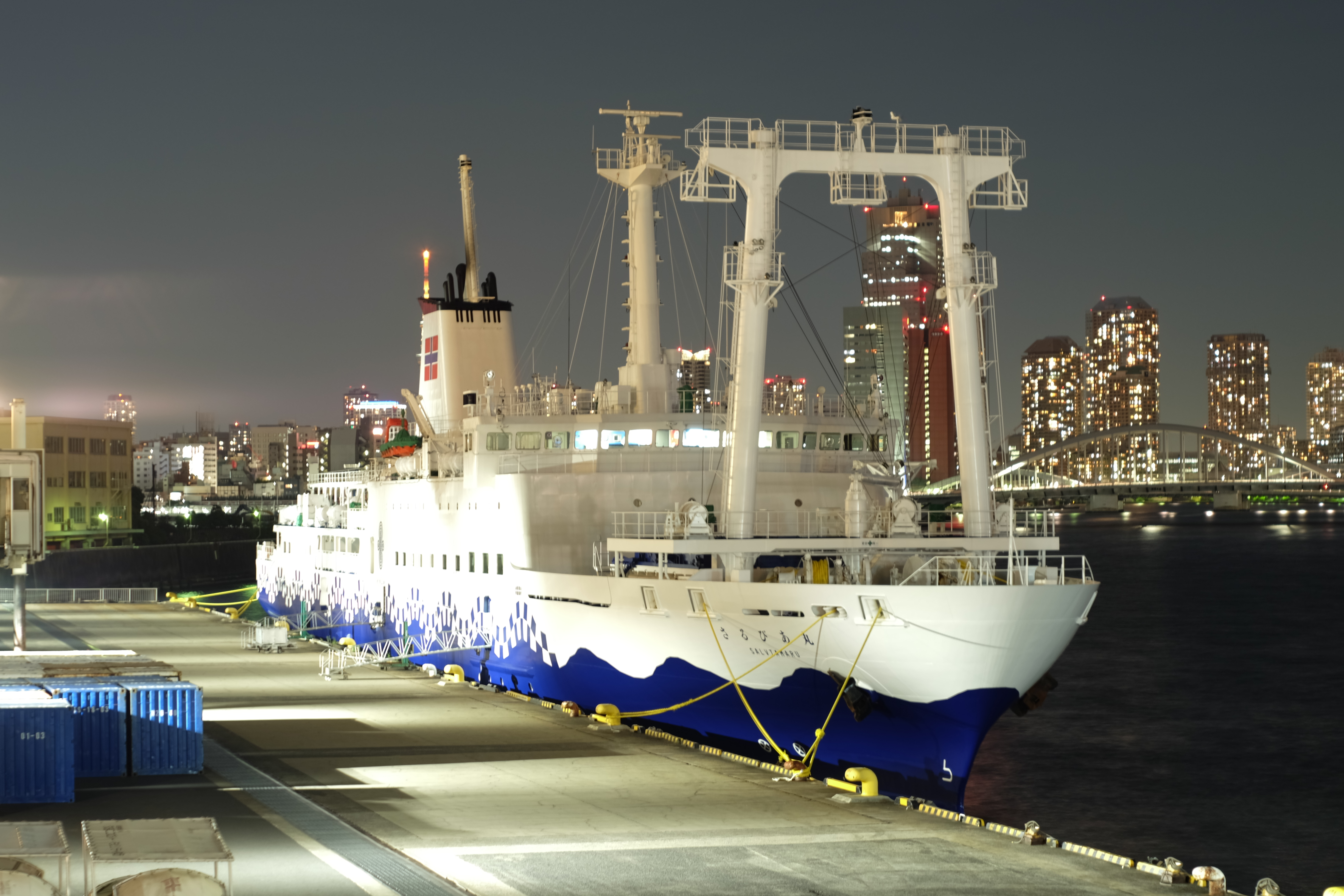
東京湾納涼船に使用される3代目さるびあ丸

2022年現在、2020年にデビューした3代目さるびあ丸によって運航されている。
竹芝桟橋を19時15分に出航、東京湾を羽田空港沖まで航行し、竹芝桟橋へ21時に戻る約1時間45分のクルージング。乗船料は大人1500円（小学生500円）でドリンク・フード類は別途有料。ゆかた着用の場合は料金が500円割引になるサービス（大人のみ・金土祝日を除く）もあり、竹芝客船ターミナルではゆかたの有料レンタルも行われている。また乗船料と特別料理、飲み放題などがセットとなった指定席プランも用意されている。2019年までは大人2600円の乗船料で飲み放題となっており、ビアガーデンの一種としてメディアに取り上げられることも多かった。
船内では通常のドリンク・フードの販売のほか、"島メニュー"と称した東京諸島の名産なども販売。イベントステージではクルージングナビゲーターによる案内とスペシャルゲストによるイベント・演奏・パフォーマンスなどが毎日開催されており、吉本興業やアイドルグループ・アニメ作品等とのタイアップイベントも行われることがある。2019年まではゆかたダンサーズによるパフォーマンス、1980年前後においてはお笑い・落語・民謡・のど自慢ショーなどが行われていた。
天気の良い日は、東京ディズニーランドや、横浜開港記念みなと祭の花火を観ることができ、かつて開催されていた東京湾大華火祭の出港日チケットは毎年争奪戦となっていた。
2025年は納涼船は実施されず、代替企画として停泊型船上ビアガーデン「さるBEER（さるビア）」として竹芝客船ターミナルに停泊した状態でビアガーデンとして実施されている。

## 交通アクセス
のりばの竹芝客船ターミナルまでは最寄のゆりかもめ竹芝駅から徒歩約1分。また、JR浜松町駅北口からも徒歩約7分、都営地下鉄大江戸線大門駅からは徒歩10分である。

## ゆかたダンサーズ
かつては毎年オーディションにより選ばれた10人程度の女性ダンサーたちが日替わりでステージに立ち、ヒットソングなどをゆかた姿で踊っていた。
1999年（平成11年）の「ゆかたダンサーズ」の導入から毎年乗船者が増え続け、2010年（平成22年）には期間中の乗船者数が12万人を記録した。運行期間中はほぼ満席という大人気のイベントであり、8月の最盛期には100名以上のキャンセル待ちの列ができていたが（2016年以降キャンセル待ちは廃止された）、2019年を最後に終了した。